# Момир Тошић
Момир Тошић (Жљебови, 18. април 1954) је српски политичар и интелектуалац из Републике Српске, Хан Пијеска. Био је посланик првог вишестраначког сазива Скупштине СР Босне и Херцеговине (1990-1992) као и посланик првог сазива Народне скупштине Републике Српске. Први је предсједавајући Дома народа Парламентарне скупштине Босне и Херцеговине. Обављао је низ политичких и друштевних функција, укључујући делегата Парламентарне скупштине Босне и Херцеговине у Парламентарној скупштини Вијећа Европе, замјеника министра спољне трговине и економских односа Босне и Херцеговине, директора сектора за макроекономски систем Босне и Херцеговине, предсједника Атлетског савеза Републике Српске и Атлетског савеза Босне и Херцеговине. Носилац је Ордена Немањића првог реда за изузетне заслуге према држави, као и ордена Светог Саве трећег реда 2004. за заслуге на духовном, образовном и хуманитарном плану.

## Биографија
Одрастао је у Хан Пијеску гдје је завршио основну и средњу школу. Завршио је Економски факултет Универзитета у Београду након чега се враћа у Босну гдје активно учествује у свим високим политичким и друштевним процесима од 1990. до 2019. године.
Био је посланик првог,  другог  и трећег сазива  Народне скупштине Републике Српске, први предсједавајући Дома народа Парламентарне скупштине Босне и Херцеговине, делегат у Парламентарној скупштини Вијећа Европе, замјеник министра спољне трговине и економских односа Босне и Херцеговине. Носилац је бројних одликовања укључујући и Орден Немањића првог реда. Као истакнутог српског првака смијенио га је са свих функција бивши високи представник Педи Ешдаун, 30. јуна 2004. године.
Поред политике Момир активно ради на развоју спорта у Босни и Херцеговини. Оснивач је фудбалског клуба Хан Пијесак гдје је једно вријеме био и тренер истог.  Затим се истакао као функционер атлетског савеза гдје је као руководилац послова постигао низ успјеха, након чега је именован за предсједника Атлетског савеза Републике Српске и Атлетског савеза Босне и Херцеговине.